# Addisonia lateralis
Addisonia lateralis är en snäckart som först beskrevs av Requien 1848.  Addisonia lateralis ingår i släktet Addisonia och familjen Addisoniidae. Inga underarter finns listade i Catalogue of Life.